# Red Indian Lake
Red Indian Lake är en sjö i Kanada.   Den ligger i provinsen Newfoundland och Labrador, i den östra delen av landet, 1 500 km öster om huvudstaden Ottawa. Red Indian Lake ligger 167 meter över havet.
Trakten runt Red Indian Lake är nära nog obefolkad, med mindre än två invånare per kvadratkilometer.